# Стэнхоуп, Чарльз, 4-й граф Харрингтон
Генерал-майор Чарльз Стэнхоуп, 4-й граф Харрингтон (англ. Charles Stanhope, 4th Earl of Harrington; 8 апреля 1780 — 3 марта 1851) — английский пэр. Он носил титул учтивости — виконт Петершем с 1780 по 1829 год.

## Происхождение и образование
Родился 8 апреля 1780 года. Старший сын Чарльза Стэнхоупа, 3-го графа Харрингтона (1753—1829), и Джейн Флеминг (1755—1824), дочери сэра Джона Флеминга, 1-го баронета. Он получил образование в Итонском колледже (Виндзор, графство Беркшир) с 1793 по 1795 год.
Камер-юнкер королей Георга III (1812—1820) и Георга IV (1820—1829) .
Семейным домом графа Харрингтона в Лондоне был Харрингтон-хаус.
Никогда не появлявшийся на публике раньше 18:00, виконт Питершем был законодателем моды. Он привлек внимание и дружбу принца-регента, который подражал его одежде, чаепитию и пристрастию к табаку. В гостиной лорда Питершема стояли банки с самым разнообразным чаем и столь же широкий ассортимент табакерки. У него было 365 табакерок, и каждый день года он пользовался разными табакерками.
Лорд Питершам разработал большую часть своей собственной одежды, и его модели были быстро скопированы. Он дал свое имя шляпе Харрингтон и пальто Петершам. Принц-регент заказал пальто в петершемском стиле на каждый день недели. Виконт Петершем славился коричневым цветом своей кареты, одежды и ливреи слуг.
В сентябре 1829 года после смерти своего отца Чарльз Стэнхоуп унаследовал титулы 4-го графа Харрингтона (графство Нортгемптоншир), 4-го виконта Питершема (графство Суррей) и 4-го барона Харрингтона (графство Нортгемптоншир), став членом Палаты лордов Великобритании.

## Личная жизнь

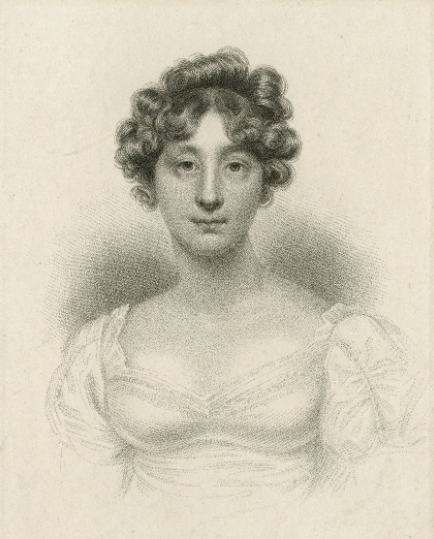
Мэри Стэнхоуп, графиня Харрингтон

7 апреля 1831 года в Элвастон-холле, Дербишир, лорд Харрингтон женился на актрисе Ковент-Гардена Мэри Фут (24 июля 1797? — 27 декабря 1867) , дочери Сэмюэля Фута. Их роман встретил неодобрение его отца и в течение нескольких лет был предметом сплетен в Лондоне и Дербишире. У супругов было двое детей:
- Чарльз Стэнхоуп, виконт Петершам (13 декабря 1831 — 8 апреля 1836)
- Леди Джейн Сен-Мор Бланш Стэнхоуп (14 мая 1833 — 28 ноября 1907), в 1854 году вышла замуж за Джорджа Конингэма, 3-го маркиза Конингэма.

После его смерти графу наследовал его младший брат Лестер Стэнхоуп, 5-й граф Харрингтон.